# Albert Mockel
Albert Henri Mockel, född den 27 december 1866 i Ougrée nära Liège, död den 30 januari 1945 i Ixelles, var en belgisk författare.
Mockel grundlade tjugoårig i Bryssel den för den samtida belgiska litteraturen viktiga tidskriften La Wallonie. Han slog sig ned i Paris 1889, varifrån han företog längre resor till Tyskland och Italien. Anslutande sig till Maeterlinck och symbolisterna, offentliggjorde han Chantefable un peu naïve (1891), Clartés (1902) och de filosofiska sagorna Contes pour les enfants d'hier (1908). Även som kritiker gjorde sig känd genom Propos de littérature (1894), Émile Verhaeren (1895), Stéphane Mallarmé. Un héros (1899) och Charles van Lerberghe (1904). År 1937 tillhörde han grundarna av Académie Mallarmé.